# Malvertising
Malvertising (zbitka słów malicious „złowrogi, złośliwy” i advertising „reklama”) – praktyka polegająca na wykorzystywaniu reklam internetowych do rozprzestrzeniania złośliwego oprogramowania (ang. malware).
Malvertising polega na umieszczeniu szkodliwego kodu w ramach treści reklamowych, zwłaszcza na niegroźnych stronach internetowych, lub wprowadzeniu przekierowania, które przeniesie odwiedzającego na witrynę zawierającą złowrogi kod. Do celów tych bywają wykorzystywane luki bezpieczeństwa w przeglądarkach internetowych bądź aplikacjach takich jak Flash Player, Microsoft Silverlight lub Java. W innych przypadkach nie dochodzi do wykorzystania podatności w oprogramowaniu, a atak opiera się na chwytach socjotechnicznych, nakłaniających użytkownika do samodzielnego uruchomienia szkodliwego oprogramowania.
Udogodnieniem dla atakującego jest to, że nie musi on kontrolować serwisu, który ma pośredniczyć w rozprzestrzenianiu złowrogiego kodu. Musi tylko ufać, że operator serwisu lub sieć reklamowa nie sprawdzają dokładnie funkcjonalności materiałów reklamowych. Weryfikacja treści bywa bowiem niemożliwa z powodu braku zasobów bądź wiedzy technicznej. Atakami wykorzystującymi malvertising zostały w przeszłości dotknięte poważne strony internetowe, m.in. Reuters, Spotify, MSN, Yahoo, YouTube czy The New York Times.
Ochronę przed szkodliwymi reklamami zapewniają odpowiednie rozszerzenia do przeglądarek, jak np. uBlock Origin, zapobiegający wczytywaniu elementów reklamowych.